# Otto von Knobelsdorff
Otto von Knobelsdorff (ur. 31 marca 1886 w Berlinie, zm. 21 października 1966 w Hannoverze) – niemiecki wojskowy, generał wojsk pancernych Wehrmachtu.

## Życiorys
Pochodził ze starego pruskiego rodu szlacheckiego. Ukończył szkołę kadetów w Bensbergu (obecnie dzielnica Bergisch Gladbach), a następnie pruską wyższą szkołę kadetów w Gross-Lichterfeld (obecnie część Berlina). 
W 1905 roku wstąpił jako kandydat na oficera do 94 pułku piechoty, gdzie w 1908 roku został oficerem, w pułku tym służył do I wojny światowej. Jeszcze przed wybuchem wojny w styczniu 1914 roku został adiutantem 94 pułku piechoty.
Po wybuchu wojny wraz z pułkiem udał się na front i przez całą wojnę był na froncie wraz z pułkiem.
Po zakończeniu wojny pozostał w wojsku i służył w Reichswehrze, w tym czasie był dowódcą artylerii w Berlinie. Po utworzeniu Wehrmachtu nadal pozostał w wojsku i 15 października 1935 roku został dowódcą 102 pułku piechoty.
W chwili wybuchu II wojny światowej był członkiem sztabu XXIII Korpusu Armijnego, który stacjonował na zachodzie Niemiec, zajmując stanowiska obronne na granicy z Francją. W dniu 1 lutego 1940 roku został dowódcą 19 Dywizji Piechoty i na jej czele wziął udział w kampanii francuskiej. 1 listopada 1940 roku 19 Dywizja Piechoty została przekształcona w 19 Dywizję Pancerną. Na czele tej dywizji wziął udział w ataku na ZSRR. Dowodził nią do dnia 6 stycznia 1942 roku, gdy z powodu ciężkiej choroby trafił do szpitala.
Po wyzdrowieniu 1 maja 1942 roku został dowódcą X Korpusu Armijnego, a 1 czerwca 1942 roku został dowódcą II Korpusu Armijnego, którym dowodził 10 października 1942 roku, po czym został dowódcą XXIV Korpusu Pancernego. 1 grudnia 1942 roku został dowódcą XXXXVIII Korpusu Pancernego. 9 października 1943 roku poważnie zachorował i trafił do szpitala. Po wyzdrowieniu przeniesiony został do rezerwy OKH. 1 lutego 1944 roku został dowódcą XXXX Korpusu Pancernego, który początkowo walczył na froncie wschodnim, a potem został przeniesiony na front zachodni.
6 września 1944 roku został dowódcą 1 Armii, walczącej na froncie zachodnim, dowodził nią do 30 listopada 1944 roku. Wtedy ponownie został przeniesiony do rezerwy OKH. Nie otrzymał więcej żadnego przydziału. 9 kwietnia 1945 roku dostał się do niewoli amerykańskiej, w której przebywał do 21 grudnia 1947 roku.

## Awanse

### Armia Cesarstwa Niemieckiego
- kandydat na oficera (Fahnenjunker) (1905)
- podporucznik (Leutnant) (18.08.1908)
- porucznik (Oberleutnant) (18.08.1914)
- kapitan (Hauptmann) (22.03.1916)

### Reichswehra
- major (Major) (01.02.1929)
- podpułkownik (Oberstleutnant) (01.06.1933)

### Wehrmacht
- pułkownik (Oberst) (01.06.1935)
- generał major (Generalmajor) (01.01.1939)
- generał porucznik (Generalleutnant) (01.12.1940)
- generał wojsk pancernych (General der Panzertruppe) (01.08.1942)

## Odznaczenia
- Krzyż Rycerski z Liśćmi Dębu i Mieczami (21.09.1944)
- Krzyż Rycerski Krzyża Żelaznego z Liśćmi Dębu (12.11.1943)
- Krzyż Rycerski Krzyża Żelaznego (17.09.1941)
- Krzyż Żelazny kl. I
- Złoty Krzyż Niemiecki (16.02.1943)
- Okucia do Krzyża Żelaznego kl. I
- Krzyż Żelazny kl. II (1914)
- Okucia do Krzyża Żelaznego kl. II
- Krzyż Kawalerski kl. II z Mieczami Orderu Sokoła Białego
- Krzyż Zasługi Wojskowej kl. III z mieczami (Austro-Węgry)
- Krzyż Kawalerski kl. II z mieczami Orderu Ernestyńskiego
- Krzyż Wojenny Wilhelma-Ernesta (Wielkie Księstwo Saksonii-Weimar-Eisenach)
- Krzyż Wojenny (Księstwo Lippe)